# Лищиця Палляса
Лищиця Палляса, лещиця Палласа,  (Gypsophila pallasii) — вид рослин з родини гвоздикових (Caryophyllaceae); зростає у південно-східній Європі.

## Опис
Багаторічна рослина 25–70 см заввишки. Рослини від середини до верху коротко залозисто запушені. Листки вузько-лінійні. Суцвіття 5–12 мм в діаметрі. Приквітки довгасто-загострені. Зубці чашечки цілокраї.

## Поширення
Країни поширення: Греція, Болгарія, Європейська Туреччина, Румунія, Молдова, Україна, Північний Кавказ.
В Україні зростає на кам'янистих відслоненнях, на лесових схилах — у Криму, зазвичай; у Степу, рідко.